# Реката и смъртта
„Реката и смъртта“ (на испански: El río y la muerte) е мексикански филм от 1955 година, драма на режисьора Луис Бунюел по негов сценарий в съавторство с Луис Алкориса, базиран на романа „Muro blanco en roca negra“ от Мигел Алварес Акоста.
В центъра на сюжета е продължаваща с поколения кръвна вражда между два рода в мексиканско село, която техните последни представители успяват да прекратят. Главните роли се изпълняват от Колумба Домингес, Мигел Торуко, Хоакин Кордеро, Хайме Фернандес.
„Реката и смъртта“ е номиниран за наградата „Златен лъв“.